# Monthion
Monthion este o comună în departamentul Savoie din sud-estul Franței. În 2009 avea o populație de 460 de locuitori.

## Evoluția populației
| An        | 1975 | 1982 | 1990 | 1999 | 2006 | 2009 |
| --------- | ---- | ---- | ---- | ---- | ---- | ---- |
| Populație | 207  | 194  | 304  | 370  | 427  | 460  |